# Bola de Prata de 2013
A Bola de Prata de 2013 refere-se à premiação dos melhores jogadores do Campeonato Brasileiro de Futebol de 2013 - Série A, eleitos por um grupo de jornalistas da Revista Placar e do canal ESPN Brasil.
A cerimônia de entrega prêmiou jogadores nas seguintes categorias:
- Bola de Ouro: Premiação ao melhor jogador do campeonato.
- Bola de Prata: Premiação aos melhores jogadores de cada posição.
- Bola de Prata de Artilheiro: Ao(s) artilheiro(s) da competição.
- Chuteira de Ouro: Ao maior artilheiro de toda a temporada (equivalente ao Prêmio Arthur Friendereich oferecido pela TV Globo).

A cerimônia realizou ainda a entrega de uma Bola de Ouro retroativa pelo ano de 1971 para Dirceu Lopes, que disputou o campeonato pelo Cruzeiro. Mesmo tendo sido o jogador de melhor média, Dirceu não recebeu a premiação naquele momento pois a Bola de Ouro começou a ser entregue somente em 1973.
Veja abaixo os jogadores vencedores de algumas delas:

## Vencedores

### Bola de Ouro
| 1 | Éverton Ribeiro  | M | Cruzeiro | 6,50 | 35 |
| 2 | Walter           | A | Goiás    | 6,39 | 32 |
| 3 | Fábio            | G | Cruzeiro | 6,36 | 36 |
| 4 | Clarence Seedorf | M | Botafogo | 6,31 | 34 |
| 5 | Walter Montillo  | M | Santos   | 6,31 | 26 |

### Bola de Prata
Goleiro
| 1 | Fábio           | Cruzeiro   | 6,36 | 36 |
| 2 | Jefferson       | Botafogo   | 6,23 | 26 |
| 3 | Diego Cavalieri | Fluminense | 6,14 | 29 |
| 4 | Aranha          | Santos     | 6,13 | 31 |
| 5 | Renan           | Goiás      | 6,08 | 36 |

Lateral Direito
| 1 | Mayke          | Cruzeiro   | 6,05 | 21 |
| 2 | Leonardo Moura | Flamengo   | 5,88 | 26 |
| 3 | Sueliton       | Criciúma   | 5,80 | 27 |
| 4 | Luís Ricardo   | Portuguesa | 5,75 | 32 |
| 5 | Ayrton         | Vitória    | 5,75 | 22 |

Zagueiro
| 1 | Dedé         | Cruzeiro    | 6,06 | 31 |
| 2 | Rodrigo      | Goiás       | 6,05 | 33 |
| 3 | Gil          | Corinthians | 6,00 | 36 |
| 4 | Rhodolfo     | Grêmio      | 5,98 | 25 |
| 5 | Rodrigo Caio | São Paulo   | 5,97 | 35 |

Lateral Esquerdo
| 1 | Alex Telles | Grêmio     | 5,83 | 35 |
| 2 | Carlinhos   | Fluminense | 5,76 | 23 |
| 3 | Marlon      | Criciúma   | 5,69 | 34 |
| 4 | Reinaldo    | São Paulo  | 5,68 | 25 |
| 5 | Júlio César | Botafogo   | 5,66 | 35 |

Volante
| 1 | Nílton      | Cruzeiro    | 6,20 | 30 |
| 2 | Elias       | Flamengo    | 6,05 | 30 |
| 3 | Lucas Silva | Cruzeiro    | 5,95 | 20 |
| 4 | Serginho    | Criciúma    | 5,90 | 21 |
| 5 | Ralf        | Corinthians | 5,89 | 36 |

Meia
| 1 | Éverton Ribeiro     | Cruzeiro      | 6,50 | 35 |
| 2 | Clarence Seedorf    | Botafogo      | 6,31 | 34 |
| 3 | Walter Montillo     | Santos        | 6,31 | 26 |
| 4 | Andrés D'Alessandro | Internacional | 6,26 | 34 |
| 5 | Cícero              | Santos        | 6,22 | 36 |

Atacante
| 1 | Walter          | Goiás       | 6,39 | 32 |
| 2 | Diego Tardelli  | Atlético-MG | 6,27 | 26 |
| 3 | Fernandinho     | Atlético-MG | 6,09 | 23 |
| 4 | Maxi Biancucchi | Vitória     | 6,02 | 22 |
| 5 | Lins            | Criciúma    | 6,00 | 35 |

### Bola de Prata de Artilheiro
| 1 | Éderson   | Atlético-PR | 21 | 34 |
| 2 | Hernane   | Flamengo    | 16 | 31 |
| 3 | Dinei     | Vitória     | 16 | 35 |
| 4 | Fernandão | Bahia       | 15 | 34 |
| 5 | Cícero    | Santos      | 15 | 36 |

### Chuteira de Ouro
Hernane - Flamengo - 70 pontos